# Kacper Kozłowski (Fußballspieler)
Kacper Szymon Kozłowski (* 16. Oktober 2003 in Koszalin) ist ein polnischer Fußballspieler, der seit Sommer 2024 bei Gaziantep FK unter Vertrag steht. Der Mittelfeldspieler ist seit März 2021 polnischer Nationalspieler.

## Karriere

### Verein
Der im nordpolnischen Koszalin geborene Kozłowski begann seine fußballerische Ausbildung beim lokalen Verein Bałtyk Koszalin. Mit zwölf Jahren wechselte er in die Jugendakademie von Pogoń Stettin, wo er sich rasch als talentierter Mittelfeldspieler herauskristallisierte. Bereits mit 15 Jahren erhielt er nach überzeugenden Leistungen in der Jugendliga für die U19 einen Platz in der Reservemannschaft, die in der vierthöchsten polnischen Spielklasse antrat. Auch dort setzte er sich in der Rückrunde der Saison 2018/19 rasch als Stammspieler durch, weshalb er im Mai 2019 bereits erstmals im Spieltagskader der ersten Mannschaft gelistet war.
Am 19. Mai 2019 (37. Spieltag) gab Kozłowski beim 3:0-Auswärtssieg gegen den KS Cracovia sein Debüt in der Ekstraklasa, als er in der 90. Spielminute für Zvonimir Kožulj eingewechselt wurde. Damit avancierte er mit 15 Jahren, 7 Monaten und 3 Tagen zum jüngsten Debütanten der höchsten polnischen Spielklasse im 21. Jahrhundert und zum Jüngsten in der Vereinsgeschichte von Pogoń Stettin. Die nächste Spielzeit 2019/20 verbrachte er zumeist bei der Reserve, kam aber auch bei drei Ligaspielen der ersten Mannschaft zu Kurzeinsätzen.
In der nächsten Saison 2020/21 gelang Kozłowski der endgültige Sprung in die erste Auswahl und im Verlauf des Jahres entwickelte er sich trotz seines jungen Alters in der Startelf von Cheftrainer Kosta Runjaic. Am 16. April 2021 (25. Spieltag) erzielte er beim 2:0-Auswärtssieg gegen Podbeskidzie Bielsko-Biała sein erstes Ligator. Insgesamt bestritt er in dieser Spielzeit 20 Ligaspiele, in denen ihm ein Torerfolg gelang.
Anfang Januar 2022 wurde Kozłowski vom englischen Erstligisten Brighton & Hove Albion unter Vertrag genommen. Er unterschrieb einen Vertrag bis zum 30. Juni 2026, wechselte jedoch zunächst bis zum Ende der Saison 2021/22 auf Leihbasis zum belgischen Erstligisten Royale Union Saint-Gilloise. Kozlowski bestritt 9 von 19 möglichen Ligaspiele für Saint-Gilloise. Eine Verlängerung der Ausleihe wurde von Brighton & Hove Albion abgelehnt. Nachdem er in der neuen Saison 2022/23 ein Spiel für die U21-Mannschaft von Brighton & Hove Albion bestritten hatte, wurde er Ende August 2022 für den Rest der Saison vom niederländischen Erstligisten Vitesse Arnheim ausgeliehen. Nachdem er dort die Saison als Stammspieler bestritten hatte, wurde die Leihe im Sommer 2023 um eine weitere Spielzeit verlängert.
Im Sommer 2024 kehrte er kurzzeitig nach Brighton zurück. Ohne ein Pflichtspiel für den Verein bestritten zu haben, verließ er den Klub Mitte Juli wieder und schloss sich stattdessen dem türkischen Erstligisten Gaziantep FK an.

### Nationalmannschaft
Kozłowski spielte für die U15-, U17-, U19- und U21-Auswahlen seines Heimatlandes Polen.
Am 28. März 2021 gab er beim 3:0-Heimsieg gegen Andorra in der Qualifikation zur Weltmeisterschaft 2022 sein Debüt in der polnischen A-Nationalmannschaft. Zur Fußball-Europameisterschaft 2021 wurde er in den polnischen Kader berufen, kam aber mit diesem nicht über die Gruppenphase hinaus. Bei dem Turnier wurde er am 19. Juni 2021 im Spiel gegen Spanien mit 17 Jahren und 246 Tagen jüngster Spieler einer EM-Endrunde. Am 15. Juni 2024 bei der Fußball-Europameisterschaft in Deutschland wurde er durch den Spanier Lamine Yamal (16 Jahre und 338 Tage) abgelöst.